# Cpio
cpio é um utilitário geral de arquivador de arquivos e seu formato de arquivo associado. É, primariamente, instalado em sistemas operacionais do tipo Unix. O software utilitário foi originalmente destinado a servir como um programa de arquivamento de fitas como parte do Programmer' Workbench (PWB/UNIX) e tem sido um componente de virtualmente todo sistema operacional Unix lançado depois disso. Seu nome é derivado da frase copy in and out (cópia dentro e fora), em descrição próxima do uso do programa de entrada padrão e saída padrão em sua operação.
Todas as variantes do Unix também suportam outros programas de backup e arquivamento, como tar, que se tornou mais amplamente reconhecido. O uso do cpio pelo RPM Package Manager, no programa initramfs do núcleo do Linux 2.6 e no instalador do Apple Computer (pax), fez do cpio uma importante ferramenta de arquivamento.
Desde a sua concepção original, o cpio e seu formato de arquivo sofreram várias, por vezes incompatíveis, revisões. A mais notável é a mudança, agora uma opção operacional, a partir do uso de um formato binário de meta informações de arquivos de arquivamento para uma representação baseada em ASCII.

## História
O cpio apareceu na Versão 7 do Unix como parte do projeto Programmer' Workbench.

## Operação e formato de arquivo
cpio foi originalmente projetado para armazenar pacotes de arquivos em um dispositivo de fita de maneira sequencial e contígua. Ele não comprime quaisquer conteúdos, mas os pacotes resultantes frequentemente são comprimidos usando gzip ou outros compressores externos.